# Interfaccia
Un'interfaccia, nel senso generale del termine, indica l'area o la superficie sulla quale due entità qualitativamente differenti si incontrano; la parola è anche utilizzata in senso metaforico per rappresentare la giuntura tra oggetti (sia dello stesso tipo che di diverso tipo).
Il termine viene spesso utilizzato nelle discipline tecniche con il significato di dispositivo, fisico o virtuale, che permette l'interoperabilità fra due o più sistemi di tipo diverso; ogni sistema espone una sua faccia, con il suo particolare protocollo di comunicazione, e il dispositivo viene interposto fra di esse creando un punto comune.
Il verbo interfacciare significa interconnettere due o più entità in un punto comune o su un confine condiviso, oppure preparare una delle entità per una tale interconnessione.

## Ambito di utilizzo
Il termine viene soprattutto utilizzato nell'informatica, nella tecnologia ed in generale in campo tecnico e scientifico, nei seguenti significati:
- L'interfaccia utente è l'insieme degli attributi funzionali e sensoriali di un sistema relativi all'utilizzo del sistema stesso da parte dell'utente.
- In elettronica e nell'ingegneria informatica, un'interfaccia può essere:
  - Il confine fisico fra due sottosistemi o dispositivi
  - Un componente o un circuito parte di un qualche sottosistema che comunica con altri sottosistemi tramite l'invio e la ricezione di segnali: interfaccia di rete, interfaccia video, scheda di rete.
  - Uno standard con la definizione di un insieme di caratteristiche funzionali, caratteristiche di interconnessione fisica e caratteristiche relative ai segnali per lo scambio dei dati: interfaccia USB, interfaccia SCSI
- Nell'ingegneria del software è la specifica delle proprietà stabili di un componente software sull'esistenza delle quali altri componenti software possono fare affidamento.
- Nell'ingegneria del software e nella programmazione orientata agli oggetti, con interfaccia si intende un tipo analogo alla classe, ma vincolato a non definire l'implementazione dei propri metodi. Le interfacce rivestono un ruolo importante nell'ambito dell'ereditarietà tra tipi.
- Nella chimica l'interfaccia è la superficie di contatto fra due fasi distinte in una mistura eterogenea.